# Al-ṣalât al-Mashîshiyya
Al-ṣalât al-Mashîshiyya (« Prière Mashîshiyya »), est une prière islamique, écrite par le saint soufi marocain Abd al-Salām ibn Mashīsh. Elle est prononcée en particulier par les musulmans soufis
Figurant dans le dhikr des plus grands maîtres, elle est réputée pour ses nombreuses vertus spirituelles, et pour faciliter la vision du Prophète.

## Auteur
Abd al-Salâm Ibn Mashîsh (m. 1228) a choisi la voie de la retraite et du détachement du monde. Après avoir connu un « ravissement spirituel » (jadhb) à l’âge de sept ans, il a vécu en ermite au sommet du Jabal ‘Alam (« La‘lam ») à Larache, où se trouve de nos jours son sanctuaire, dans les montagnes du Rif marocain, non loin de Tanger et de Tétouan. Sa tombe est en fait un arbre, l’arbre initiatique de la Tariqa Chadhiliyya, puisque l'un de ses disciples était en fait: Abû l-Hasan al-Shâdhilî.
Ayant consacré sa vie à la prière, son sanctuaire est un haut lieu de pèlerinage au Maroc.

## Thème
Al-ṣalât al-Mashîshiyya est le seul texte authentifié que nous lui connaissions. Cette formule de prière sur le Prophète développe très puissamment la doctrine métaphysique de la « Réalité muḥammadienne » (al-Haqîqa al-muhammadiyya).

## Sources

### Livres et articles
- Ibn Mashish: Maître d'al-Shadili de Zakia Zouanat Editeur:Najah El Jadida 1998.
- T. Burckhardt, "The Prayer of Ibn Mashish (As-Salat al-Mashishiyah)", Traduction et commentaire du seul texte subsistant d'Abd as-Salam ibn Mashish: la Prière sur le Prophète, Islamic Quarterly, London, 1978, vol. 20-21-22, no3, pp. 68-75